# Parlamentswahlen in Flandern
Die ersten Parlamentswahlen in Flandern fanden am 21. Mai 1995 gleichzeitig mit der nationalen Parlamentswahl statt. Das Flämische Parlament ist zugleich das Parlament der Flämischen Gemeinschaft und der Region Flandern. Von den 124 Abgeordneten werden 118 in der Region Flandern und sechs in der Region Brüssel-Hauptstadt gewählt.

## Wahlsystem
Die fünf Provinzen bilden die Wahlkreise innerhalb der Region Flandern:
- Provinz Westflandern 22 Sitze
- Provinz Ostflandern 27 Sitze
- Provinz Antwerpen 33 Sitze
- Provinz Limburg 16 Sitze
- Provinz Flämisch-Brabant 20 Sitze

Die sechs Brüsseler Abgeordneten werden in Brüssel von denjenigen Wählern gewählt, die bei der Wahl des Parlaments der Region Brüssel-Hauptstadt für eine niederländischsprachige Liste oder blanko gestimmt haben. Bis zur Parlamentswahl 2004 wurden die sechs Brüsseler Abgeordneten aus den flämischsprachigen Abgeordneten des Parlaments der Region Brüssel-Hauptstadt gewählt.
Jeder Wähler kann eine Liste wählen, indem er entweder die Liste als ganze wählt oder innerhalb einer Liste beliebig vielen Bewerbern jeweils eine Präferenzstimme gibt. Die Sitze werden innerhalb der Wahlkreise nach dem D’Hondt-Verfahren proportional auf die Listen verteilt, auf die mindestens 5 % der gültigen Stimmen im Wahlkreis entfallen.

## Parlamentswahl 1995
| Wahl zum Flämischen Parlament 1995            | Wahl zum Flämischen Parlament 1995                           | Wahl zum Flämischen Parlament 1995 | Wahl zum Flämischen Parlament 1995 | Wahl zum Flämischen Parlament 1995 | Wahl zum Flämischen Parlament 1995 | Wahl zum Flämischen Parlament 1995 | Wahl zum Flämischen Parlament 1995 | Wahl zum Flämischen Parlament 1995 | Wahl zum Flämischen Parlament 1995 |
| Partei                                        | Partei                                                       | Stimmen                            | Stimmen                            | Sitze                              | Sitze                              | Sitze                              | Sitze                              |                                    |                                    |
| Partei                                        | Partei                                                       | Zahl                               | %                                  | Flandern                           | Brüssel                            | Gesamt                             | %                                  |                                    |                                    |
| --------------------------------------------- | ------------------------------------------------------------ | ---------------------------------- | ---------------------------------- | ---------------------------------- | ---------------------------------- | ---------------------------------- | ---------------------------------- | ---------------------------------- | ---------------------------------- |
|                                               | Christelijke Volkspartij (CVP)                               | 1.010.505                          | 26,78                              | 35                                 | 2                                  | 37                                 | 29,84                              |                                    |                                    |
|                                               | Vlaamse Liberalen en Democraten (VLD)                        | 761.262                            | 20,18                              | 26                                 | 1                                  | 27                                 | 21,77                              |                                    |                                    |
|                                               | Socialistische Partij (SP)                                   | 733.703                            | 19,45                              | 25                                 | 1                                  | 26                                 | 20,97                              |                                    |                                    |
|                                               | Vlaams Blok                                                  | 465.239                            | 12,33                              | 15                                 | 2                                  | 17                                 | 13,71                              |                                    |                                    |
|                                               | Volksunie (VU)                                               | 338.173                            | 8,96                               | 9                                  | 0                                  | 9                                  | 7,26                               |                                    |                                    |
|                                               | Agalev                                                       | 267.155                            | 7,08                               | 7                                  | 0                                  | 7                                  | 5,65                               |                                    |                                    |
|                                               | Union des Francophones (UF)                                  | 44.053                             | 1,17                               | 1                                  | 0                                  | 1                                  | 0,81                               |                                    |                                    |
|                                               |                                                              |                                    |                                    |                                    |                                    |                                    |                                    |                                    |                                    |
|                                               | Partij van de Arbeid – Antikapitalistische Eenheid (PVDA-AE) | 21.785                             | 0,58                               | 0                                  | 0                                  | 0                                  | 0,00                               |                                    |                                    |
|                                               | Andere                                                       | 131.324                            | 3,36                               | 0                                  | 0                                  | 0                                  | 0,00                               |                                    |                                    |
| Gültige Stimmen                               | Gültige Stimmen                                              | 3.773.199                          | 92,89                              |                                    |                                    |                                    |                                    |                                    |                                    |
| Ungültige Stimmen                             | Ungültige Stimmen                                            | 288.666                            | 7,11                               |                                    |                                    |                                    |                                    |                                    |                                    |
| Abgegebene Stimmen                            | Abgegebene Stimmen                                           | 4.061.865                          | 100,00                             | 118                                | 6                                  | 124                                | 100,00                             |                                    |                                    |
| Zahl der Wahlberechtigten und Wahlbeteiligung | Zahl der Wahlberechtigten und Wahlbeteiligung                | 4.471.695                          | 92,47                              |                                    |                                    |                                    |                                    |                                    |                                    |

## Parlamentswahl 1999
| Wahl zum Flämischen Parlament 1999            | Wahl zum Flämischen Parlament 1999                           | Wahl zum Flämischen Parlament 1999 | Wahl zum Flämischen Parlament 1999 | Wahl zum Flämischen Parlament 1999 | Wahl zum Flämischen Parlament 1999 | Wahl zum Flämischen Parlament 1999 | Wahl zum Flämischen Parlament 1999 | Wahl zum Flämischen Parlament 1999 | Wahl zum Flämischen Parlament 1999 |
| Partei                                        | Partei                                                       | Stimmen                            | Stimmen                            | Stimmen                            | Sitze                              | Sitze                              | Sitze                              | Sitze                              | Sitze                              |
| Partei                                        | Partei                                                       | Zahl                               | %                                  | +/-                                | Flandern                           | Brüssel                            | Gesamt                             | +/-                                | %                                  |
| --------------------------------------------- | ------------------------------------------------------------ | ---------------------------------- | ---------------------------------- | ---------------------------------- | ---------------------------------- | ---------------------------------- | ---------------------------------- | ---------------------------------- | ---------------------------------- |
|                                               | Christelijke Volkspartij (CVP)                               | 857.732                            | 22,09                              | ▼4,69                              | 28                                 | 2                                  | 30                                 | ▼7                                 | 24,19                              |
|                                               | Vlaamse Liberalen en Democraten (VLD)                        | 855.867                            | 22,04                              | ▲1,86                              | 27                                 | 0                                  | 27                                 | ▬                                  | 21,77                              |
|                                               | Vlaams Blok                                                  | 603.345                            | 15,54                              | ▲3,21                              | 20                                 | 2                                  | 22                                 | ▲5                                 | 17,74                              |
|                                               | Socialistische Partij (SP)                                   | 582.419                            | 15,00                              | ▼4,45                              | 19                                 | 1                                  | 20                                 | ▼6                                 | 16,13                              |
|                                               | Agalev                                                       | 451.361                            | 11,62                              | ▲4,54                              | 12                                 | 0                                  | 12                                 | ▲5                                 | 9,68                               |
|                                               | Volksunie-ID (VU-ID)                                         | 359.226                            | 9,25                               | ▲0,29                              | 11                                 | 1                                  | 12                                 | ▲3                                 | 9,68                               |
|                                               | Union des Francophones (UF)                                  | 36.683                             | 0,94                               | ▼0,23                              | 1                                  | 0                                  | 1                                  | ▬                                  | 0,81                               |
|                                               |                                                              |                                    |                                    |                                    |                                    |                                    |                                    |                                    |                                    |
|                                               | Vivant                                                       | 77.864                             | 2,00                               | Neu                                | 0                                  | 0                                  | 0                                  | Neu                                | 0,00                               |
|                                               | Partij van de Arbeid – Antikapitalistische Eenheid (PVDA-AE) | 24.162                             | 0,62                               | ▲0,04                              | 0                                  | 0                                  | 0                                  | ▬                                  | 0,00                               |
|                                               | Andere                                                       | 34.525                             | 0,89                               | —                                  | 0                                  | 0                                  | 0                                  | —                                  | 0,00                               |
| Gültige Stimmen                               | Gültige Stimmen                                              | 3.883.184                          | 94,21                              |                                    |                                    |                                    |                                    |                                    |                                    |
| Ungültige Stimmen                             | Ungültige Stimmen                                            | 238.749                            | 5,79                               |                                    |                                    |                                    |                                    |                                    |                                    |
| Abgegebene Stimmen                            | Abgegebene Stimmen                                           | 4.121.933                          | 100,00                             | —                                  | 118                                | 6                                  | 124                                | ▬                                  | 100,00                             |
| Zahl der Wahlberechtigten und Wahlbeteiligung | Zahl der Wahlberechtigten und Wahlbeteiligung                | 4.471.695                          | 92,18                              |                                    |                                    |                                    |                                    |                                    |                                    |

## Parlamentswahl 2004
| Wahl zum Flämischen Parlament 2004            | Wahl zum Flämischen Parlament 2004            | Wahl zum Flämischen Parlament 2004 | Wahl zum Flämischen Parlament 2004 | Wahl zum Flämischen Parlament 2004 | Wahl zum Flämischen Parlament 2004 | Wahl zum Flämischen Parlament 2004 | Wahl zum Flämischen Parlament 2004 | Wahl zum Flämischen Parlament 2004 | Wahl zum Flämischen Parlament 2004 |
| Partei                                        | Partei                                        | Stimmen                            | Stimmen                            | Stimmen                            | Sitze                              | Sitze                              | Sitze                              | Sitze                              | Sitze                              |
| Partei                                        | Partei                                        | Zahl                               | %                                  | +/-                                | Flandern                           | Brüssel                            | Gesamt                             | +/-                                | %                                  |
| --------------------------------------------- | --------------------------------------------- | ---------------------------------- | ---------------------------------- | ---------------------------------- | ---------------------------------- | ---------------------------------- | ---------------------------------- | ---------------------------------- | ---------------------------------- |
|                                               | CDV/NVA CD&V 1 NVA                            | 1.060.580                          | 26,09                              | Neu                                | 34                                 | 1                                  | 35 29 6                            | Neu ▼1 Neu                         | 28,23 23,39 4,84                   |
|                                               | Vlaams Blok                                   | 981.587                            | 24,15                              | ▲8,61                              | 29                                 | 3                                  | 32                                 | ▲10                                | 25,81                              |
|                                               | VLD-Vivant VLD Vivant                         | 804.578                            | 19,79                              | Neu                                | 24                                 | 1                                  | 25 0                               | Neu ▼2 ▬                           | 20,16 0,00                         |
|                                               | sp.a-SPIRIT sp.a 2 SPIRIT                     | 799.325                            | 19,66                              | Neu                                | 24                                 | 1                                  | 25 22 3                            | Neu ▲2 Neu                         | 20,16 17,74 2,42                   |
|                                               | Groen!                                        | 308.898                            | 7,60                               | ▼4,02                              | 6                                  | 0                                  | 6                                  | ▼6                                 | 4,84                               |
|                                               | Union des Francophones (UF)                   | 43.391                             | 1,07                               | ▲0,13                              | 1                                  | 0                                  | 1                                  | ▬                                  | 0,81                               |
|                                               |                                               |                                    |                                    |                                    |                                    |                                    |                                    |                                    |                                    |
|                                               | Partij van de Arbeid (PVDA+)                  | 22.874                             | 0,56                               | ▼0,06                              | 0                                  | 0                                  | 0                                  | ▬                                  | 0,00                               |
|                                               | Volksunie-ID (VU-ID)                          | Volksunie-ID (VU-ID)               | Volksunie-ID (VU-ID)               | Volksunie-ID (VU-ID)               | Volksunie-ID (VU-ID)               | Volksunie-ID (VU-ID)               | Volksunie-ID (VU-ID)               | ▼12                                |                                    |
|                                               | Andere                                        | 43.513                             | 0,99                               | —                                  | 0                                  | 0                                  | 0                                  | —                                  | 0,00                               |
| Gültige Stimmen                               | Gültige Stimmen                               | 4.064.746                          | 94,87                              |                                    |                                    |                                    |                                    |                                    |                                    |
| Ungültige Stimmen                             | Ungültige Stimmen                             | 219.910                            | 5,13                               |                                    |                                    |                                    |                                    |                                    |                                    |
| Abgegebene Stimmen                            | Abgegebene Stimmen                            | 4.284.656                          | 100,00                             | —                                  | 118                                | 6                                  | 124                                | ▬                                  | 100,00                             |
| Zahl der Wahlberechtigten und Wahlbeteiligung | Zahl der Wahlberechtigten und Wahlbeteiligung | 4.568.250                          | 93,79                              |                                    |                                    |                                    |                                    |                                    |                                    |

## Parlamentswahl 2009
| Wahl zum Flämischen Parlament 2009            | Wahl zum Flämischen Parlament 2009                  | Wahl zum Flämischen Parlament 2009 | Wahl zum Flämischen Parlament 2009 | Wahl zum Flämischen Parlament 2009 | Wahl zum Flämischen Parlament 2009 | Wahl zum Flämischen Parlament 2009 | Wahl zum Flämischen Parlament 2009 | Wahl zum Flämischen Parlament 2009 | Wahl zum Flämischen Parlament 2009 |
| Partei                                        | Partei                                              | Stimmen                            | Stimmen                            | Stimmen                            | Sitze                              | Sitze                              | Sitze                              | Sitze                              | Sitze                              |
| Partei                                        | Partei                                              | Zahl                               | %                                  | +/-                                | Flandern                           | Brüssel                            | Gesamt                             | +/-                                | %                                  |
| --------------------------------------------- | --------------------------------------------------- | ---------------------------------- | ---------------------------------- | ---------------------------------- | ---------------------------------- | ---------------------------------- | ---------------------------------- | ---------------------------------- | ---------------------------------- |
|                                               | Christen-Democratisch en Vlaams (CD&V) 1            | 939.873                            | 22,86                              | Neu                                | 30                                 | 1                                  | 31                                 | ▲2                                 | 25,00                              |
|                                               | Vlaams Belang                                       | 628.564                            | 15,28                              | ▼8,87                              | 20                                 | 1                                  | 21                                 | ▼11                                | 16,94                              |
|                                               | Socialistische Partij Anders (sp.a) 2               | 627.852                            | 15,27                              | Neu                                | 18                                 | 1                                  | 19                                 | ▼3                                 | 15,32                              |
|                                               | Open Vlaamse Liberalen en Democraten (Open Vld) 3 4 | 616.610                            | 14,99                              | Neu                                | 19                                 | 2                                  | 21                                 | ▼4                                 | 16,94                              |
|                                               | Nieuw-Vlaamse Alliantie (NVA) 1                     | 537.040                            | 13,06                              | Neu                                | 16                                 | 0                                  | 16                                 | ▲10                                | 12,90                              |
|                                               | Lijst Dedecker                                      | 313.176                            | 7,62                               | Neu                                | 8                                  | 0                                  | 8                                  | Neu                                | 6,45                               |
|                                               | Groen!                                              | 278.211                            | 6,77                               | ▲0,83                              | 6                                  | 1                                  | 7                                  | ▲1                                 | 5,65                               |
|                                               | Union des Francophones (UF)                         | 47.319                             | 1,15                               | ▲0,08                              | 1                                  | 0                                  | 1                                  | ▬                                  | 0,81                               |
|                                               |                                                     |                                    |                                    |                                    |                                    |                                    |                                    |                                    |                                    |
|                                               | Sociaal-Liberale Partij (SLP) 2 5                   | 44.734                             | 1,09                               | Neu                                | 0                                  | 0                                  | 0                                  | ▼3                                 | 0,00                               |
|                                               | Partij van de Arbeid (PVDA+)                        | 42.849                             | 1,04                               | ▲0,48                              | 0                                  | 0                                  | 0                                  | ▬                                  | 0,00                               |
|                                               | Andere                                              | 26.059                             | 0,63                               | —                                  | 0                                  | 0                                  | 0                                  | —                                  | 0,00                               |
| Gültige Stimmen                               | Gültige Stimmen                                     | 4.112.325                          | 94,50                              |                                    |                                    |                                    |                                    |                                    |                                    |
| Ungültige Stimmen                             | Ungültige Stimmen                                   | 239.482                            | 5,50                               |                                    |                                    |                                    |                                    |                                    |                                    |
| Abgegebene Stimmen                            | Abgegebene Stimmen                                  | 4.351.807                          | 100,00                             | —                                  | 118                                | 6                                  | 124                                | ▬                                  | 100,00                             |
| Zahl der Wahlberechtigten und Wahlbeteiligung | Zahl der Wahlberechtigten und Wahlbeteiligung       | 4.676.488                          | 93,06                              |                                    |                                    |                                    |                                    |                                    |                                    |

## Parlamentswahl 2014
| Wahl zum Flämischen Parlament 2014            | Wahl zum Flämischen Parlament 2014              | Wahl zum Flämischen Parlament 2014      | Wahl zum Flämischen Parlament 2014      | Wahl zum Flämischen Parlament 2014      | Wahl zum Flämischen Parlament 2014      | Wahl zum Flämischen Parlament 2014      | Wahl zum Flämischen Parlament 2014      | Wahl zum Flämischen Parlament 2014 | Wahl zum Flämischen Parlament 2014 |
| Partei                                        | Partei                                          | Stimmen                                 | Stimmen                                 | Stimmen                                 | Sitze                                   | Sitze                                   | Sitze                                   | Sitze                              | Sitze                              |
| Partei                                        | Partei                                          | Zahl                                    | %                                       | +/-                                     | Flandern                                | Brüssel                                 | Gesamt                                  | +/-                                | %                                  |
| --------------------------------------------- | ----------------------------------------------- | --------------------------------------- | --------------------------------------- | --------------------------------------- | --------------------------------------- | --------------------------------------- | --------------------------------------- | ---------------------------------- | ---------------------------------- |
|                                               | Nieuw-Vlaamse Alliantie (NVA)                   | 1.339.946                               | 31,88                                   | ▲18,83                                  | 42                                      | 1                                       | 43                                      | ▲27                                | 34,68                              |
|                                               | Christen-Democratisch en Vlaams (CD&V)          | 860.694                                 | 20,48                                   | ▼2,37                                   | 26                                      | 1                                       | 27                                      | ▼4                                 | 21,77                              |
|                                               | Open Vlaamse Liberalen en Democraten (Open Vld) | 594.469                                 | 14,15                                   | ▼0,85                                   | 17                                      | 2                                       | 19                                      | ▼2                                 | 15,32                              |
|                                               | Socialistische Partij Anders (sp.a)             | 587.903                                 | 13,99                                   | ▼1,28                                   | 17                                      | 1                                       | 18                                      | ▼1                                 | 14,52                              |
|                                               | Groen                                           | 365.781                                 | 8,70                                    | ▲1,94                                   | 9                                       | 1                                       | 10                                      | ▲3                                 | 8,06                               |
|                                               | Vlaams Belang                                   | 248.840                                 | 5,92                                    | ▼9,36                                   | 6                                       | 0                                       | 6                                       | ▼15                                | 4,84                               |
|                                               | Union des Francophones (UF)                     | 34.741                                  | 0,83                                    | ▼0,32                                   | 1                                       | 0                                       | 1                                       | ▬                                  | 0,81                               |
|                                               |                                                 |                                         |                                         |                                         |                                         |                                         |                                         |                                    |                                    |
|                                               | Partij van de Arbeid (PVDA+)                    | 106.114                                 | 2,53                                    | ▲1,04                                   | 0                                       | 0                                       | 0                                       | ▬                                  | 0,00                               |
|                                               | Piratenpartij                                   | 25.986                                  | 0,62                                    | Neu                                     | 0                                       | 0                                       | 0                                       | Neu                                | 0,00                               |
|                                               | Libertair, Direct, Democratisch (LDD) *         | Libertair, Direct, Democratisch (LDD) * | Libertair, Direct, Democratisch (LDD) * | Libertair, Direct, Democratisch (LDD) * | Libertair, Direct, Democratisch (LDD) * | Libertair, Direct, Democratisch (LDD) * | Libertair, Direct, Democratisch (LDD) * | ▼8                                 |                                    |
|                                               | Andere                                          | 37.982                                  | 0,90                                    | —                                       | 0                                       | 0                                       | 0                                       | —                                  | 0,00                               |
| Gültige Stimmen                               | Gültige Stimmen                                 | 4.202.435                               | 95,03                                   |                                         |                                         |                                         |                                         |                                    |                                    |
| Ungültige Stimmen                             | Ungültige Stimmen                               | 219.601                                 | 4,97                                    |                                         |                                         |                                         |                                         |                                    |                                    |
| Abgegebene Stimmen                            | Abgegebene Stimmen                              | 4.422.036                               | 100,00                                  | —                                       | 118                                     | 6                                       | 124                                     | ▬                                  | 100,00                             |
| Zahl der Wahlberechtigten und Wahlbeteiligung | Zahl der Wahlberechtigten und Wahlbeteiligung   | 4.771.657                               | 92,67                                   |                                         |                                         |                                         |                                         |                                    |                                    |

## Parlamentswahl 2019
| Wahl zum Flämischen Parlament 2019            | Wahl zum Flämischen Parlament 2019              | Wahl zum Flämischen Parlament 2019 | Wahl zum Flämischen Parlament 2019 | Wahl zum Flämischen Parlament 2019 | Wahl zum Flämischen Parlament 2019 | Wahl zum Flämischen Parlament 2019 | Wahl zum Flämischen Parlament 2019 | Wahl zum Flämischen Parlament 2019 | Wahl zum Flämischen Parlament 2019 |
| Partei                                        | Partei                                          | Stimmen                            | Stimmen                            | Stimmen                            | Sitze                              | Sitze                              | Sitze                              | Sitze                              | Sitze                              |
| Partei                                        | Partei                                          | Zahl                               | %                                  | +/-                                | Flandern                           | Brüssel                            | Gesamt                             | +/-                                | %                                  |
| --------------------------------------------- | ----------------------------------------------- | ---------------------------------- | ---------------------------------- | ---------------------------------- | ---------------------------------- | ---------------------------------- | ---------------------------------- | ---------------------------------- | ---------------------------------- |
|                                               | Nieuw-Vlaamse Alliantie (N-VA)                  | 1.052.252                          | 24,83                              | ▼7,05                              | 33                                 | 2                                  | 35                                 | ▼8                                 | 28,23                              |
|                                               | Vlaams Belang                                   | 783.977                            | 18,50                              | ▲12,58                             | 23                                 | 0                                  | 23                                 | ▲17                                | 18,55                              |
|                                               | Christen-Democratisch en Vlaams (CD&V)          | 652.766                            | 15,40                              | ▼5,08                              | 19                                 | 0                                  | 19                                 | ▼8                                 | 15,32                              |
|                                               | Open Vlaamse Liberalen en Democraten (Open Vld) | 556.630                            | 13,13                              | ▼1,02                              | 15                                 | 1                                  | 16                                 | ▼3                                 | 12,90                              |
|                                               | Socialistische Partij Anders (sp.a)             | 429.631                            | 10,14                              | ▼3,85                              | 12                                 | 0                                  | 12                                 | ▼6                                 | 9,68                               |
|                                               | Groen                                           | 428.696                            | 10,11                              | ▲1,41                              | 12                                 | 2                                  | 14                                 | ▲4                                 | 11,29                              |
|                                               | Partij van de Arbeid (PVDA)                     | 225.593                            | 5,32                               | ▲2,79                              | 4                                  | 0                                  | 4                                  | ▲4                                 | 3,22                               |
|                                               | sp.a-one brussels                               | 8.958                              | 0,21                               | Neu                                | 0                                  | 1                                  | 1                                  | Neu                                | 0,81                               |
|                                               |                                                 |                                    |                                    |                                    |                                    |                                    |                                    |                                    |                                    |
|                                               | DierAnimal                                      | 36.944                             | 0,87                               | Neu                                | 0                                  | 0                                  | 0                                  | Neu                                | 0,00                               |
|                                               | Union des Francophones (UF)                     | 28.804                             | 0,68                               | ▼0,15                              | 0                                  | 0                                  | 0                                  | ▼1                                 | 0,00                               |
|                                               | Piratenpartij                                   | 9.148                              | 0,22                               | ▼0,40                              | 0                                  | 0                                  | 0                                  | ▬                                  | 0,00                               |
|                                               | Andere (unter 0,2 %)                            | 24.875                             | 0,59                               | —                                  | 0                                  | 0                                  | 0                                  | —                                  | 0,00                               |
| Gültige Stimmen                               | Gültige Stimmen                                 | 4.238.274                          | 95,05                              |                                    |                                    |                                    |                                    |                                    |                                    |
| Ungültige Stimmen                             | Ungültige Stimmen                               | 220.790                            | 4,95                               |                                    |                                    |                                    |                                    |                                    |                                    |
| Abgegebene Stimmen                            | Abgegebene Stimmen                              | 4.459.064                          | 100,00                             | —                                  | 118                                | 6                                  | 124                                | ▬                                  | 100,00                             |
| Zahl der Wahlberechtigten und Wahlbeteiligung | Zahl der Wahlberechtigten und Wahlbeteiligung   | 4.838.566                          | 92,16                              | ▼0,37                              |                                    |                                    |                                    |                                    |                                    |

## Parlamentswahl 2024
| Wahl zum Flämischen Parlament 2024            | Wahl zum Flämischen Parlament 2024              | Wahl zum Flämischen Parlament 2024 | Wahl zum Flämischen Parlament 2024 | Wahl zum Flämischen Parlament 2024 | Wahl zum Flämischen Parlament 2024 | Wahl zum Flämischen Parlament 2024 | Wahl zum Flämischen Parlament 2024 | Wahl zum Flämischen Parlament 2024 | Wahl zum Flämischen Parlament 2024 |
| Partei                                        | Partei                                          | Stimmen                            | Stimmen                            | Stimmen                            | Sitze                              | Sitze                              | Sitze                              | Sitze                              | Sitze                              |
| Partei                                        | Partei                                          | Zahl                               | %                                  | +/-                                | Flandern                           | Brüssel                            | Gesamt                             | +/-                                | %                                  |
| --------------------------------------------- | ----------------------------------------------- | ---------------------------------- | ---------------------------------- | ---------------------------------- | ---------------------------------- | ---------------------------------- | ---------------------------------- | ---------------------------------- | ---------------------------------- |
|                                               | Nieuw-Vlaamse Alliantie (N-VA)                  | 1.045.607                          | 23,88                              | ▼0,94                              | 30                                 | 1                                  | 31                                 | ▼4                                 | 25,00                              |
|                                               | Vlaams Belang                                   | 992.175                            | 22,66                              | ▲4,16                              | 30                                 | 1                                  | 31                                 | ▲8                                 | 25,00                              |
|                                               | Vooruit                                         | 606.223                            | 13,85                              | ▲3,71                              | 17                                 | 1                                  | 18                                 | ▲5                                 | 14,52                              |
|                                               | Christen-Democratisch en Vlaams (CD&V)          | 570.866                            | 13,04                              | ▼2,36                              | 16                                 | 0                                  | 16                                 | ▼3                                 | 12,90                              |
|                                               | Open Vlaamse Liberalen en Democraten (Open Vld) | 364.540                            | 8,33                               | ▼4,81                              | 9                                  | 0                                  | 9                                  | ▼7                                 | 5,65                               |
|                                               | Partij van de Arbeid (PVDA)                     | 363.991                            | 8,31                               | ▲2,99                              | 9                                  | 0                                  | 9                                  | ▲5                                 | 5,65                               |
|                                               | Groen                                           | 319.332                            | 7,29                               | ▼2,82                              | 7                                  | 2                                  | 9                                  | ▼5                                 | 5,65                               |
|                                               | Team Fouad Ahidar                               | 14.187                             | 0,32                               | Neu                                | 0                                  | 1                                  | 1                                  | Neu                                | 0,81                               |
|                                               |                                                 |                                    |                                    |                                    |                                    |                                    |                                    |                                    |                                    |
|                                               | Voor U                                          | 45.183                             | 1,03                               | Neu                                | 0                                  | 0                                  | 0                                  | Neu                                | 0,00                               |
|                                               | Union des Francophones (UF)                     | 20.452                             | 0,47                               | ▼0,21                              | 0                                  | 0                                  | 0                                  | ▬                                  | 0,00                               |
|                                               | BoerBurgerBelangen (BBB)                        | 13.023                             | 0,30                               | Neu                                | 0                                  | 0                                  | 0                                  | Neu                                | 0,00                               |
|                                               | DierAnimal                                      | 8.485                              | 0,19                               | ▼0,68                              | 0                                  | 0                                  | 0                                  | ▬                                  | 0,00                               |
|                                               | Volt                                            | 7.678                              | 0,18                               | Neu                                | 0                                  | 0                                  | 0                                  | Neu                                | 0,00                               |
|                                               | Partij voor de Bomen                            | 3.771                              | 0,09                               | Neu                                | 0                                  | 0                                  | 0                                  | Neu                                | 0,00                               |
|                                               | L99                                             | 2.566                              | 0,06                               | Neu                                | 0                                  | 0                                  | 0                                  | Neu                                | 0,00                               |
| Gültige Stimmen                               | Gültige Stimmen                                 | 4.379.440                          | 95,30                              |                                    |                                    |                                    |                                    |                                    |                                    |
| Ungültige Stimmen                             | Ungültige Stimmen                               | 216.121                            | 4,70                               |                                    |                                    |                                    |                                    |                                    |                                    |
| Abgegebene Stimmen                            | Abgegebene Stimmen                              | 4.595.561                          | 100,00                             | —                                  | 118                                | 6                                  | 124                                | ▬                                  | 100,00                             |
| Zahl der Wahlberechtigten und Wahlbeteiligung | Zahl der Wahlberechtigten und Wahlbeteiligung   | 4.913.718                          | 93,53                              | ▲1,37                              |                                    |                                    |                                    |                                    |                                    |